# Championnat du monde de motocross 2010
Navigation
Édition précédente Édition suivante
Le championnat du monde de motocross 2010 MX1 et MX2 compte 15 Grand-Prix.

## Grand Prix de la saison 2010

### MX1 et MX2
| Course n° | Date              | Grand Prix                          | Lieu                                          | Classe | Course 1           | Course 2           | Vainqueur          |
| 1         | 4 avril 2010      | Grand prix de Bulgarie              | Sevlievo                                      | MX1    | Maximilian Nagl    | Antonio Cairoli    | Maximilian Nagl    |
| 1         | 4 avril 2010      | Grand prix de Bulgarie              | Sevlievo                                      | MX2    | Marvin Musquin     | Marvin Musquin     | Marvin Musquin     |
| 2         | 11 avril 2010     | Grand prix de Lombardie             | Mantoue                                       | MX1    | Clément Desalle    | Antonio Cairoli    | Antonio Cairoli    |
| 2         | 11 avril 2010     | Grand prix de Lombardie             | Mantoue                                       | MX2    | Marvin Musquin     | Marvin Musquin     | Marvin Musquin     |
| 3         | 25 avril 2010     | Grand prix des Pays-Bas             | Valkenswaard                                  | MX1    | Antonio Cairoli    | Antonio Cairoli    | Antonio Cairoli    |
| 3         | 25 avril 2010     | Grand prix des Pays-Bas             | Valkenswaard                                  | MX2    | Jeffrey Herlings   | Jeffrey Herlings   | Jeffrey Herlings   |
| 4         | 9 mai 2010        | Grand prix du Portugal              | Agueda                                        | MX1    | Maximilian Nagl    | Antonio Cairoli    | Clément Desalle    |
| 4         | 9 mai 2010        | Grand prix du Portugal              | Agueda                                        | MX2    | Marvin Musquin     | Marvin Musquin     | Marvin Musquin     |
| 5         | 16 mai 2010       | Grand prix de Catalogne             | Bellpuig                                      | MX1    | Maximilian Nagl    | Tanel Leok         | Tanel Leok         |
| 5         | 16 mai 2010       | Grand prix de Catalogne             | Bellpuig                                      | MX2    | Ken Roczen         | Marvin Musquin     | Marvin Musquin     |
| 6         | 30 mai 2010       | Grand prix des États-Unis           | Glen Helen San Bernardino                     | MX1    | Antonio Cairoli    | Ben Townley        | Antonio Cairoli    |
| 6         | 30 mai 2010       | Grand prix des États-Unis           | Glen Helen San Bernardino                     | MX2    | Marvin Musquin     | Marvin Musquin     | Marvin Musquin     |
| 7         | 6 juin 2010       | Grand prix de France                | Circuit du Puy de Poursay Saint-Jean-d'Angély | MX1    | Antonio Cairoli    | David Philippaerts | David Philippaerts |
| 7         | 6 juin 2010       | Grand prix de France                | Circuit du Puy de Poursay Saint-Jean-d'Angély | MX2    | Marvin Musquin     | Marvin Musquin     | Marvin Musquin     |
| 8         | 20 juin 2010      | Grand prix d'Allemagne              | Teutschenthal                                 | MX1    | Ken de Dycker      | Ken de Dycker      | Ken de Dycker      |
| 8         | 20 juin 2010      | Grand prix d'Allemagne              | Teutschenthal                                 | MX2    | Marvin Musquin     | Ken Roczen         | Marvin Musquin     |
| 9         | 27 juin 2010      | Grand prix de Lettonie              | Ķegums                                        | MX1    | Clément Desalle    | Antonio Cairoli    | Clément Desalle    |
| 9         | 27 juin 2010      | Grand prix de Lettonie              | Ķegums                                        | MX2    | Marvin Musquin     | Jeffrey Herlings   | Jeffrey Herlings   |
| 10        | 4 juillet 2010    | Grand prix de Suède                 | Uddevalla                                     | MX1    | Antonio Cairoli    | Antonio Cairoli    | Antonio Cairoli    |
| 10        | 4 juillet 2010    | Grand prix de Suède                 | Uddevalla                                     | MX2    | Steven Frossard    | Ken Roczen         | Steven Frossard    |
| 11        | 1er août 2010     | Grand prix du Limbourg              | Lommel                                        | MX1    | Antonio Cairoli    | Antonio Cairoli    | Antonio Cairoli    |
| 11        | 1er août 2010     | Grand prix du Limbourg              | Lommel                                        | MX2    | Ken Roczen         | Jeffrey Herlings   | Ken Roczen         |
| 12        | 8 août 2010       | Grand prix de la République Tchèque | Loket                                         | MX1    | Tanel Leok         | Antonio Cairoli    | Antonio Cairoli    |
| 12        | 8 août 2010       | Grand prix de la République Tchèque | Loket                                         | MX2    | Ken Roczen         | Marvin Musquin     | Marvin Musquin     |
| 13        | 22 août 2010      | Grand prix du Brésil                | Campo Grande                                  | MX1    | David Philippaerts | Antonio Cairoli    | Antonio Cairoli    |
| 13        | 22 août 2010      | Grand prix du Brésil                | Campo Grande                                  | MX2    | Ken Roczen         | Ken Roczen         | Ken Roczen         |
| 14        | 5 septembre 2010  | Grand prix du Benelux               | Lierop                                        | MX1    | Maximilian Nagl    | Antonio Cairoli    | Antonio Cairoli    |
| 14        | 5 septembre 2010  | Grand prix du Benelux               | Lierop                                        | MX2    | Gautier Paulin     | Ken Roczen         | Gautier Paulin     |
| 15        | 12 septembre 2010 | Grand prix d'Italie                 | Fermo                                         | MX1    | Clément Desalle    | Steve Ramon        | Clément Desalle    |
| 15        | 12 septembre 2010 | Grand prix d'Italie                 | Fermo                                         | MX2    | Ken Roczen         | Ken Roczen         | Ken Roczen         |

### MX3
| Manche | Date             | Grand Prix                       | Lieu               | Course 1       | Course 2       | Vainqueur du Grand Prix |
| ------ | ---------------- | -------------------------------- | ------------------ | -------------- | -------------- | ----------------------- |
| 1      | 4 avril 2010     | Grand Prix du Portugal           | Cortelha           | Carlos Campano | Carlos Campano | Carlos Campano          |
| 2      | 11 avril 2010    | Grand Prix de France             | Castelnau-de-Lévis | Mickaël Pichon | Mickaël Pichon | Mickaël Pichon          |
| 3      | 2 mai 2010       | Grand Prix d'Argentine           | La Rioja           | Alex Salvini   | Carlos Campano | Carlos Campano          |
| 4      | 23 mai 2010      | Grand Prix de Bulgarie           | Troyan             | Alex Salvini   | Carlos Campano | Alex Salvini            |
| 5      | 30 mai 2010      | Grand Prix de Grèce              | Mégalopolis        | Alex Salvini   | Alex Salvini   | Alex Salvini            |
| 6      | 13 juin 2010     | Grand Prix de République tchèque | Holice             | Alex Salvini   | Carlos Campano | Carlos Campano          |
| 7      | 20 juin 2010     | Grand Prix de Slovaquie          | Šenkvice           | Carlos Campano | Alex Salvini   | Carlos Campano          |
| 8      | 4 juillet 2010   | Grand Prix d'Espagne             | La Bañeza          | Carlos Campano | Alex Salvini   | Milko Potisek           |
| 9      | 11 juillet 2010  | Grand Prix de Slovénie           | Orehova Vas        | Carlos Campano | Carlos Campano | Carlos Campano          |
| 10     | 1er août 2010    | Grand Prix d'Allemagne           | Schwedt            | Milko Potisek  | Carlos Campano | Carlos Campano          |
| 11     | 22 août 2010     | Grand Prix de Finlande           | Vantaa             | Toni Eriksson  | Carlos Campano | Carlos Campano          |
| 12     | 5 septembre 2010 | Grand Prix de Suisse             | Genève             | Julien Bill    | Julien Bill    | Julien Bill             |

## Classement des pilotes MX1
| Clas. | Pilote             | Pays             | Constructeur | Nombre de points |
| ----- | ------------------ | ---------------- | ------------ | ---------------- |
| 1     | Antonio Cairoli    | Italie           | KTM          | 625              |
| 2     | Clément Desalle    | Belgique         | Suzuki       | 537              |
| 3     | David Philippaerts | Italie           | Yamaha       | 502              |
| 4     | Maximilian Nagl    | Allemagne        | KTM          | 498              |
| 5     | Steve Ramon        | Belgique         | Suzuki       | 491              |
| 6     | Tanel Leok         | Estonie          | Honda        | 356              |
| 7     | Xavier Boog        | France           | Kawasaki     | 337              |
| 8     | Ken de Dycker      | Belgique         | Yamaha       | 331              |
| 9     | Davide Guarneri    | Italie           | Honda        | 290              |
| 10    | Evgueni Bobryschev | Russie           | Honda        | 270              |
| 11    | Rui Goncalves      | Portugal         | KTM          | 269              |
| 12    | Joshua Coppins     | Nouvelle-Zélande | Aprilia      | 256              |
| 13    | Kevin Strijbos     | Belgique         | Suzuki       | 201              |
| 14    | Gareth Swanepoel   | Afrique du Sud   | Honda        | 182              |
| 15    | Sébastien Pourcel  | France           | Kawasaki     | 157              |
| 16    | Anthony Boissière  | France           | TM           | 145              |
| 17    | Jimmy Albertson    | États-Unis       | Honda        | 130              |
| 18    | Jonathan Barragan  | Espagne          | Kawasaki     | 113              |
| 19    | Marc de Reuver     | Pays-Bas         | Suzuki       | 93               |
| 20    | Nicolas Aubin      | France           | Kawasaki     | 70               |
| 21    | Cédric Soubeyras   | France           | KTM          | 66               |
| 22    | Manuel Monni       | Italie           | Yamaha       | 63               |
| 23    | Matthias Walkner   | Autriche         | KTM          | 53               |
| 24    | Tom Söderström     | Suède            | Yamaha       | 47               |
| 25    | Mike Alessi        | États-Unis       | KTM          | 40               |
| 26    | Tom Church         | Grande-Bretagne  | CCM          | 39               |
| 27    | Antonio Balbi      | Brésil           | Kawasaki     | 31               |
| 28    | Antonio Bonini     | Italie           | Yamaha       | 31               |
| 29    | Kevin Wouts        | Belgique         | Yamaha       | 29               |
| 30    | Manuel Priem       | Belgique         | Aprilia      | 27               |

## Classement des pilotes MX2
| Clas. | Pilote               | Pays               | Constructeur | Nombre de points |
| ----- | -------------------- | ------------------ | ------------ | ---------------- |
| 1     | Marvin Musquin       | France             | KTM          | 635              |
| 2     | Ken Roczen           | Allemagne          | Suzuki       | 574              |
| 3     | Steven Frossard      | France             | Kawasaki     | 478              |
| 4     | Zachary Osborne      | États-Unis         | Yamaha       | 397              |
| 5     | Joël Roelants        | Belgique           | KTM          | 396              |
| 6     | Jeffrey Herlings     | Pays-Bas           | KTM          | 391              |
| 7     | Arnaud Tonus         | Suisse             | Suzuki       | 390              |
| 8     | Shaun Simpson        | Grande-Bretagne    | KTM          | 367              |
| 9     | Jérémy Van Horebeek  | Belgique           | Kawasaki     | 365              |
| 10    | Gautier Paulin       | France             | Yamaha       | 336              |
| 11    | Harri Kullas         | Finlande           | Yamaha       | 329              |
| 12    | Christophe Charlier  | France             | Yamaha       | 245              |
| 13    | Jake Nicholls        | Grande-Bretagne    | KTM          | 241              |
| 14    | Alessandro Lupino    | Italie             | Yamaha       | 193              |
| 15    | Dennis Verbruggen    | Belgique           | Yamaha       | 166              |
| 16    | Matiss Karro         | Lettonie           | Suzuki       | 136              |
| 17    | Valentin Teillet     | France             | KTM          | 125              |
| 18    | Nikolaj Larsen       | Danemark           | Honda        | 106              |
| 19    | Michael Leib         | États-Unis         | Kawasaki     | 83               |
| 20    | Nick Triest          | Belgique           | KTM          | 67               |
| 21    | Mel Pocock           | Grande-Bretagne    | Yamaha       | 62               |
| 22    | Kounsith Vongsana    | France             | KTM          | 58               |
| 23    | Glenn Coldenhoff     | Pays-Bas           | Yamaha       | 39               |
| 24    | Martin Michek        | République tchèque | TM           | 38               |
| 25    | Ceriel Klein Kromhof | Pays-Bas           | Yamaha       | 33               |
| 26    | Petr Smitka          | République tchèque | KTM          | 33               |
| 27    | Alexandre Tonkov     | Russie             | Suzuki       | 28               |
| 28    | José Butron          | Espagne            | Suzuki       | 26               |
| 29    | Loïc Larrieu         | France             | Yamaha       | 25               |
| 30    | Adam Chatfield       | Grande-Bretagne    | Kawasaki     | 18               |

## Classement des pilotes MX3
| Pos. | Pilote            | Pays               | Constructeur | Pts |
| ---- | ----------------- | ------------------ | ------------ | --- |
| 1.   | Carlos Campano    | Espagne            | Yamaha       | 526 |
| 2.   | Alex Salvini      | Italie             | Husqvarna    | 509 |
| 3.   | Matevz Irt        | Slovénie           | Husqvarna    | 376 |
| 4.   | Martin Zerava     | République tchèque | Honda        | 348 |
| 5.   | Milko Potisek     | France             | Honda        | 290 |
| 6.   | Frantisek Smola   | République tchèque | Suzuki       | 249 |
| 7.   | Victor Dario Arco | Argentine          | Yamaha       | 247 |
| 8.   | Petr Michalek     | République tchèque | Honda        | 208 |
| 9.   | Grégory Wicht     | Suisse             | Honda        | 178 |
| 10.  | Michael Staufer   | Autriche           | KTM          | 87  |